# 미나미셋쓰역
미나미셋쓰역(일본어: 南摂津駅, みなみせっつえき)은 일본 오사카부 셋쓰시에 있는 오사카 고속철도 오사카 모노레일의 역이다. 역 번호는 22이다.

## 역 구조
섬식 승강장 1면 2선의 고가역이다.

#### 승강장
| 승강장 | 노선                   | 행선                                                                     |
| ------ | ---------------------- | ------------------------------------------------------------------------ |
| 1      | ■ 오사카 모노레일 본선 | 다이니치・가도마시 방면                                                  |
| 2      | ■ 오사카 모노레일 본선 | 미나미이바라키・반파쿠키넨코엔・센리추오・호타루가이케・오사카 공항 방면 |

## 역 주변
과거에는 궤도계 교통에서 뒤쳐진 지역으로(따라서 시에서는 JR도카이에 도리카이 차량기지의 여객 이용을 요청한 것도 존재했음), 약간의 경작지가 점재 하는 외에는 물류 시설과 공장이 입지할 뿐이었지만 역 개통 후에는 아파트, 상업 시설 등도 세우고 시가화가 진행되고 있다.
- 아트리움 미나미셋쓰
- 코난 셋쓰토리카이니시점
- 카네카 오사카 공장
- 다이킨 공업 요도가와 제작소
- 마이니치 신문사 셋쓰 공장
- 긴키 자동차도 셋쓰미나미 나들목
- 요도강 하천공원
- 도리카이 대교
- 긴테쓰 버스 도리카이 영업소
- 신칸센 도리카이 차량기지
- JR화물 도카이도 본선 화물 지선 오사카 화물 터미널 역
- 오사카부도 제16호선

모노레일 선 좌우 양쪽의 역과 거의 등거리(약 2.6km)의 장소에 오사카 시 교통국 지하철 이마자토스지 선 이타카노 역(오사카시 히가시요도가와구)이 있다.

## 역사
- 1997년 8월 22일: 영업 개시.

## 인접역
| 오사카 고속철도 ■ 오사카 모노레일 본선 | 오사카 고속철도 ■ 오사카 모노레일 본선 | 오사카 고속철도 ■ 오사카 모노레일 본선 |
| -------------------------------------- | -------------------------------------- | -------------------------------------- |
| 21 셋쓰 오사카 공항 방면               |                                        | 다이니치 23 가도마시 방면              |